# Эшлиман, Карл Иванович
Карл Иванович Эшлиман (17 февраля 1808, Бургдорф, Берн — 4 апреля 1893, Ялта, Таврическая губерния) — один из первых архитекторов Южного берега Крыма и Ялты, архитектор имения Романовых в Ливадии (Ливадийский дворец), создатель первой карты-плана Ялты (1873 год). Жил в Ялте более 60 лет, имел собственный дом на улице Свердлова, 39 (сейчас корпус санатория «Ялтинский».

## Биография
Родился в Бургдорф (Швейцария) в 1808 году, учился архитектурному искусству в Париже и Берне. С 1 января 1832 года, по протекции графа М. С. Воронцова, поступил на службу в России в должности помощника архитектора Южного берега Крыма.
С 16 октября 1834 года по распоряжению Новороссийского и Бессарабского генерал-губернатора назначен архитектором Южного берега Крыма с возложением на него производства всех казенных построек этого края, а также надзора за производством частного строительства. 29 сентября 1849 года назначен членом комиссии по сооружений двореца в Ореанде в имении императрицы Александры Федоровны, а с августа 1850 года стал архитектором-строителем ореандских сооружений. После полного завершения строительства в 1852 году остался в Ореанде на посту исполняющего обязанности смотрителя имения, впоследствии был утвержден на этой должности.
Некоторое время совмещал работу в царском имении с должностью архитектора Ялты.
За усердие и заслуги был награжден орденом Святого Станислава 3-й степени и, кроме того, трое его сыновей по Высокому Указу были определены в Таврическую гимназию пансионерами Её Величества, то есть на полное обеспечение.
В графе формулярного списка — способный к продолжению службы и повышению чина и достоин — собственной рукой губернатора Г. В. Жуковского написано: «способен и достоин».
Как сам архитектор, так и члены его семьи, жена, Елизавета Яковлевна, 4-ро сыновей и 5-ро дочерей, до конца жизни оставались верны евангелистскому вероисповеданию. Несмотря на это, после смерти архитектора администрация Ялты дала разрешение на его захоронение возле православной церкви Иоанна Златоуста, построенной им, которая была одним из главных украшений города.
Похоронен в Ялте, на кладбище по ул. Поликуровской. Ныне могила — объект культурного наследия регионального значения  Объект культурного наследия народов РФ регионального значения. Рег. № 911710906580005 (ЕГРОКН)

## Работы

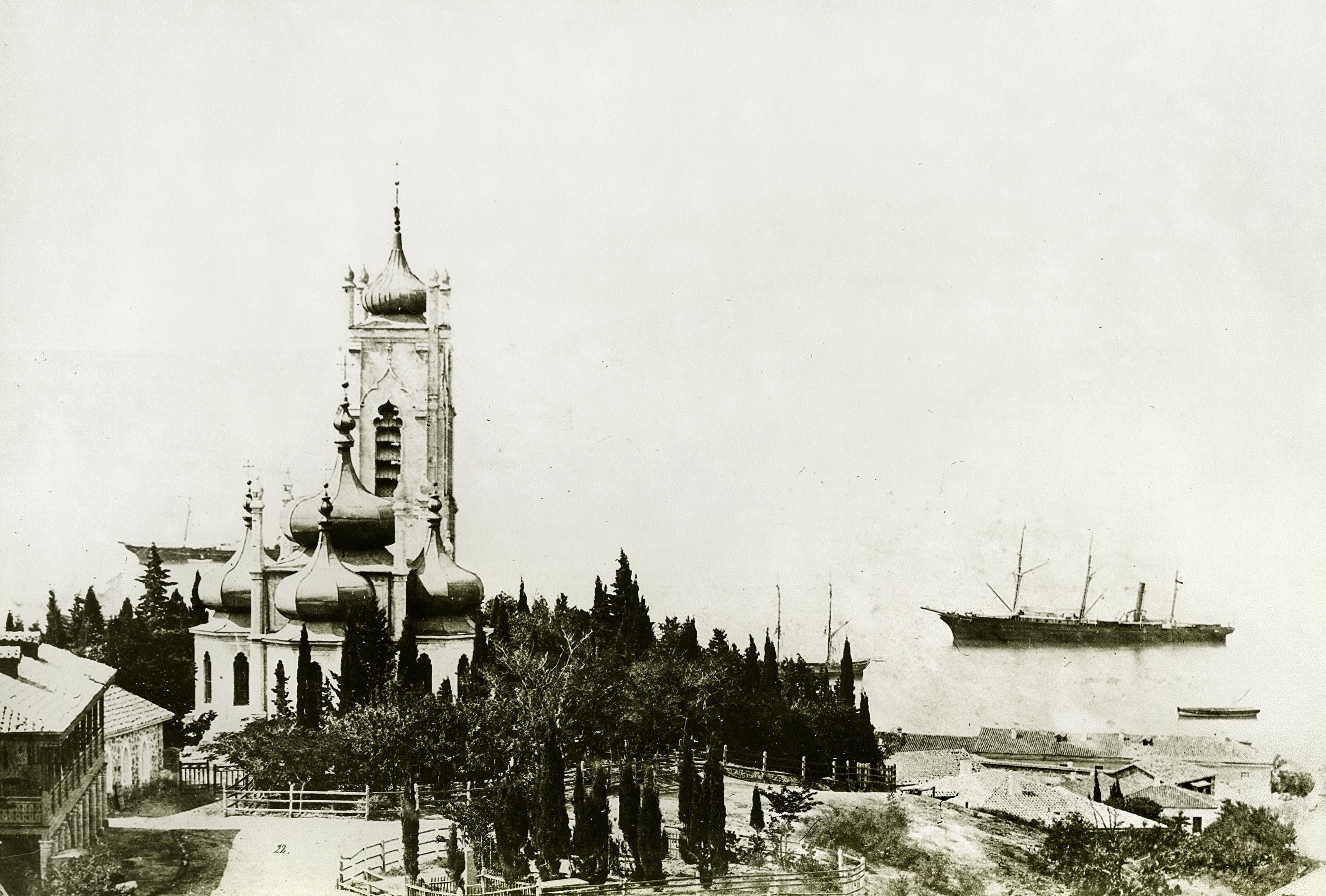
Храм Святого Иоанна Златоуста в Ялте (1837), надзор за реализацией проекта Г. И. Торичелли
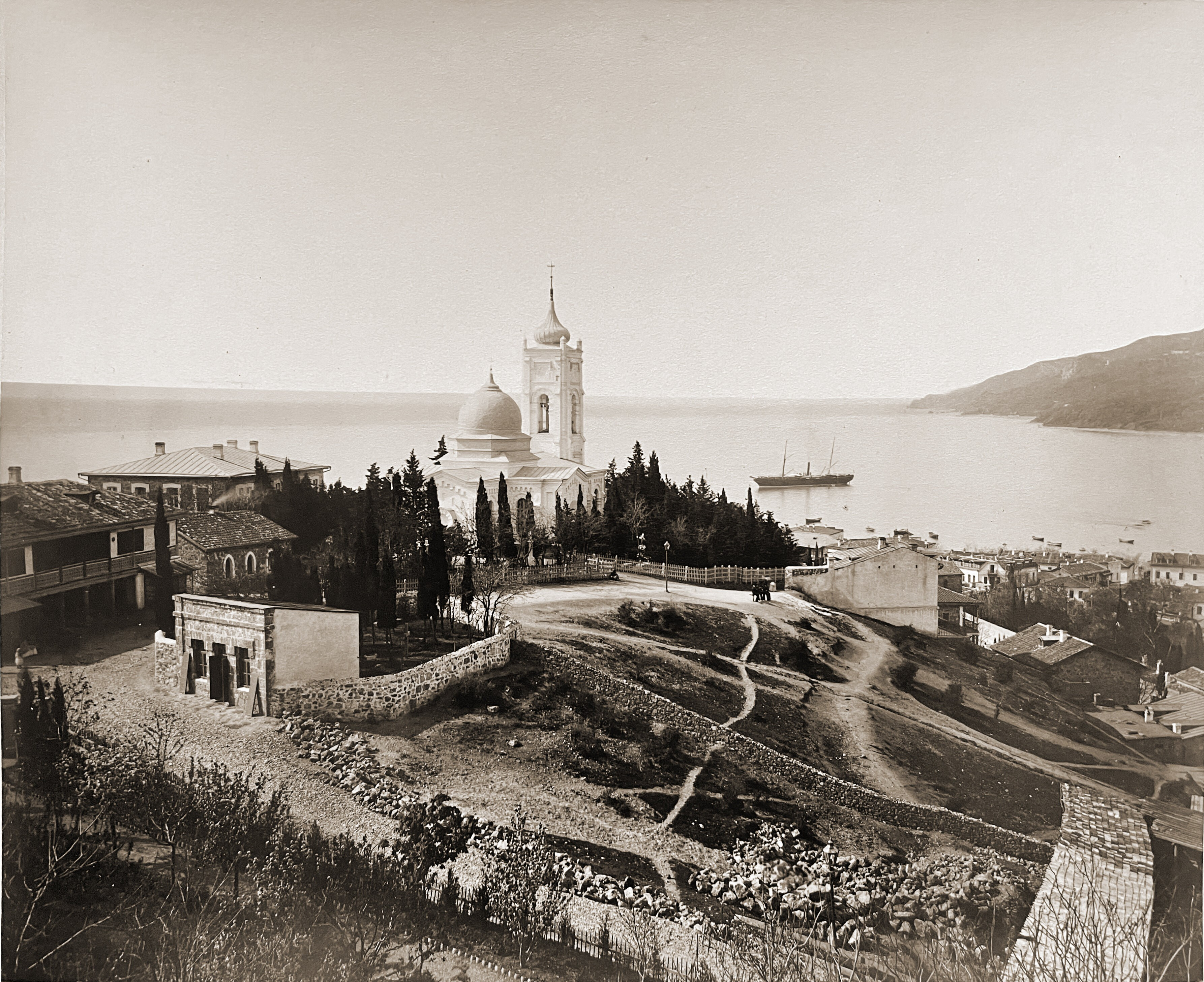
Храм Святого Иоанна Златоуста после перестройки в начале 1880-х под руководством Эшлимана
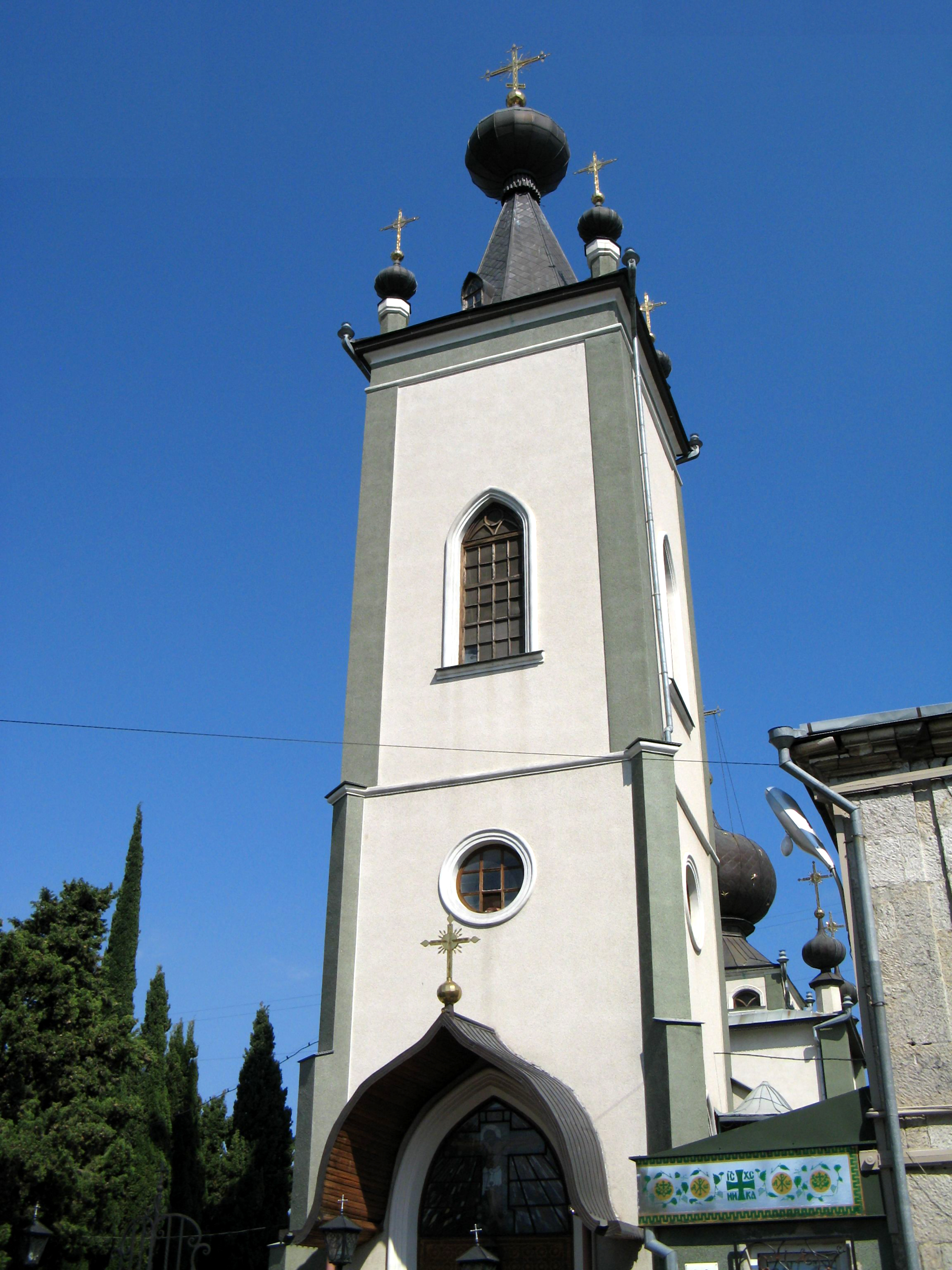
Храм Феодора Стратилата в Алуште (1842), надзор за реализацией проекта Г. И. Торичелли
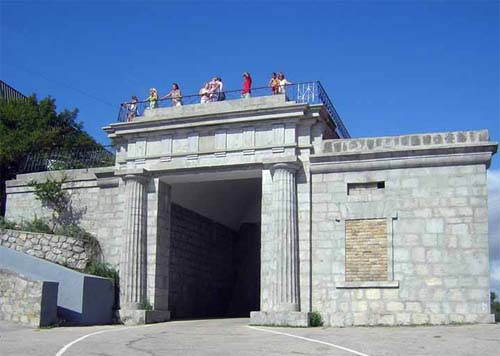
Арка на перевале Байдарские ворота

Среди работ Эшлимана прежде всего — это план города, составленный им в 1843 году, утвержденный лично императором Николаем I.
Основными его архитектурными работами считаются:
- Храм Святого Иоанна Златоуста, построенный в 1837 году в Ялте по проекту одесского архитектора Г. И. Торичелли;
- Храм во имя всех Крымских Святых и Феодора Стратилата, построенный в 1842 году в Алуште также по проекту  Г. И. Торичелли;
- участие в строительстве императорского дворца в имении «Ореанда» по проекту Петербургского архитектора А. Штакеншнейдера;

По собственным проектам:
- Байдарские ворота;
- несколько хозяйственных построек и жилых домов в имении «Ореанда»;
- значительная часть сооружений на территории имений князя М.С. Воронцова в Массандре, Ай-Данили, и в Верхнем Магараче;
- Вознесенская церковь в имении А.С. Голицыной;
- здание таможни и карантинной заставы в Ялтинском порту;
- несколько жилых домов в Ялте, в районе Старого города — дома Фонтанного переулка на Бульварной и Массандровской улицах
- в Новом городе — дом и аптека Я.А. Левентона на Набережной и 2-х этажные дома М. ф. Кузнецова и Н.А. Панова на Виноградной улице и другие.

Идентификация сооружений Южного берега Крыма 1-й половины XIX век представляет большие трудности или скудность документации, либо из-за сложностей, возникающих при определении их адреса. Последнее обстоятельство не дает возможности с полной уверенностью назвать автором некоторых зданий К. Эшлимана.